# Marek Złotek-Złotkiewicz
Marek Sławomir Złotek-Złotkiewicz (ur. 26 marca 1957 w Warszawie) – polski przedsiębiorca i działacz społeczny, wolnomularz, wielki mistrz Wielkiej Loży Narodowej Polski.

## Życiorys
W działalność w masonerii został przyjęty we Francji (w Wielkiej Loży Francji). Od roku 1991 działa w Wielkiej Loży Narodowej Polski, pełnił m.in. obowiązki jej wielkiego mistrza obrzędów (1991–1992), wielkiego skarbnika (1992–1997), wielkiego sekretarza (od 1998) oraz wielkiego namiestnika. Stopnie 4–32 nadano mu w 1993 w Bukareszcie, a 33 stopień uzyskał w USA. W 2006 został wybrany Wielkim Mistrzem WLNP. Pełnił tę funkcję w latach 2006-2012..